# Thomas Zemann
Thomas Zemann (* 25. August 1986 in Linz) ist ein ehemaliger österreichischer Fußballspieler auf der Position eines Stürmers. In der Saison 2007/08 absolvierte er seine einzigen Einsätze im österreichischen Profifußball.

## Karriere

### Karrierebeginn bei LASK und Union St. Florian
Thomas Zemann wurde am 25. August 1986 in Linz geboren und begann seine Vereinskarriere als Fußballspieler im Mai 1993 beim LASK. Der damals Sechsjährige durchlief in weiterer Folge sämtliche Nachwuchsspielklassen und schloss sich im Juni 2001 der Jugend der Union St. Florian an. Als 16-Jähriger schaffte er den Durchbruch in die Herrenmannschaft, die seit dem Jahr 2000 in der Regionalliga Mitte aktiv war. Anfangs trat er vor allem noch für die zweite Mannschaft des Klubs aus St. Florian in Erscheinung und zeigte sich bereits in jungen Jahren als äußerst torgefährlich. Am 11. März 2003 debütierte er bei einem 1:0-Heimerfolg über den FC Gratkorn, als er in Minute 65 für Florian Huemer auf den Rasen kam. Noch in derselben Saison erzielte er am 30. April 2003 bei einem 3:0-Auswärtssieg über den FC St. Veit, seinen ersten Regionalligatreffer, nachdem er in Minute 87 auf den Platz gekommen war und zwei Minuten später zum 3:0-Endstand einschoss.
Bereits als 18-Jähriger war Zemann ein Stammspieler im Regionalligakader. Am 26. August 2003, einen Tag nach seinem 17. Geburtstag, war Zemann von seinem Trainer Herbert Panholzer im Erstrundenspiel des ÖFB-Cups 2003/04 gegen die SV Ried für einen Kurzeinsatz aufs Spielfeld geschickt worden und feierte dadurch sein ÖFB-Cup-Debüt. Nachdem die Mannschaft in dieser Saison in der Liga nur auf den zwölften Platz in der Regionalliga Mitte gekommen war – Zemann hatte es zu acht Einsätzen gebracht –, rangierte St. Florian im Endklassement der Spielzeit 2004/05 bereits auf dem sechsten Platz und damit nur einen Punkt vom dritten Platz entfernt. Mit 25 Einsätzen und zehn Treffern war Zemann einer der Stammspieler von St. Florian in der Saison 2004/05. In dieser Zeit schaffte er es auch zu Einsätzen für die österreichische U-19-Auswahl, mit der er unter anderem die Qualifikation zur U-19-Europameisterschaft 2005 bestritt. Auch in den nachfolgenden Spielzeiten – mit Ausnahme der Saison 2004/05 – nahm er mit den St. Florianern am österreichischen Fußballpokal teil, schied mit der Mannschaft jedoch immer frühzeitig aus dem Wettbewerb aus. Nach einem abermaligen sechsten Platz 2005/06 erreichte Zemann, der es in dieser Spielzeit auf 14 Tore bei 23 Spielen gebracht hatte, mit seiner Mannschaft am Saisonende 2006/07 Rang 10, war dabei jedoch in der teilweise recht dicht gestaffelten Tabellen nur zwei Punkte von einem Abstiegsplatz entfernt. Mit zwölf Toren in 27 Ligapartien konnte er sich erneut als Goalgetter beweisen.

### Wechsel in den Profifußball
Nachdem er bis dahin noch regelmäßig für die Mannschaft zum Einsatz gekommen war, trat der damals 20-jährige Offensivakteur im Sommer 2007 einen Wechsel ins rund 60 Kilometer entfernte Schwanenstadt an. Beim zu dieser Zeit bereits finanziell schwer angeschlagenen SC Schwanenstadt wurde er sowohl für die erste, als auch die zweite Mannschaft berücksichtigt. Bereits im ersten Saisonspiel gab der Rechtsfuß sein Debüt für die in der zweitklassigen Ersten Liga spielende Profimannschaft der Schwanenstädter. Beim 1:0-Auswärtssieg über den FC Kärnten am 31. August 2007 wurde Zemann von seinem Trainer, dem ehemaligen österreichischen Internationalen Andreas Heraf, von Beginn an eingesetzt, erzielte in der 25. Spielminute nach Vorarbeit von Manuel Hartl den Siegestreffer seiner Mannschaft und wurde in der 60. Spielminute durch Alexander Schriebl ersetzt. Danach wurde Zemann in neun der nachfolgenden zehn Meisterschaftsspiele eingesetzt, kam dabei aber nahezu ausschließlich nur als Ersatzspieler wenige Minuten vor Spielende auf den Rasen. Bei seinem einzigen weiteren Einsatz in der Startformation, einem 1:1-Heimremis gegen den DSV Leoben, gelang ihm auch wieder der einzige Treffer seiner Mannschaft. Nachdem er zuletzt Ende September zu minimaler Spielpraxis gekommen war, saß er in den restlichen Meisterschaftsspielen bis zur Winterpause entweder uneingesetzt auf der Ersatzbank oder gehörte gar nicht erst zum erweiterten Kader. Zu seinen ersten Einsätzen war er vor allem gekommen, da verletzungsbedingte Ausfälle von Offensivspielern wie Joachim Parapatits kompensiert werden mussten; nach deren Rückkehr hatte es Zemann nicht mehr leicht sich in die Profimannschaft einzufügen. Am 4. Dezember 2007 brachte er es bei einem 2:1-Heimsieg über den FC Lustenau 07 noch einmal zu einem Kurzeinsatz. Nach internen Unstimmigkeiten verließ er noch in der Winterpause umgehend den Klub und heuerte beim Regionalligisten Waidhofen an der Ybbs an. Kurz nach seinem Wechsel gab der SC Schwanenstadt öffentlich bekannt nach beendeter Saison nach Niederösterreich zu übersiedeln und unter dem neuen Namen FC Magna Wiener Neustadt weiterzuspielen.

### Torgarant beim FC Waidhofen/Ybbs
Beim Klub aus Waidhofen an der Ybbs schaffte er es in seiner ersten Saison in der Regionalliga Ost auf den elften Tabellenplatz und war damit nur fünf Punkte von einem Abstiegsplatz entfernt. Mitunter Zemanns Torgefährlichkeit war es zu verdanken, dass die Waidhofner es am Ende der Saison 2008/09 bis auf den fünften Platz der Endtabelle gebracht hatten. Mit 15 Toren bei 27 Einsätzen war Zemann mit Abstand der erfolgreichste Torschütze der Niederösterreicher in dieser Saison. Im Cup 2008/09 schied er mit der Mannschaft nach einem Sieg über den SV Langenrohr in der Vorrunde bereits frühzeitig in Runde 1 gegen den Wiener Sportklub vom laufenden Wettbewerb aus. Ein noch schnelleres Aus ereilte die Waidhofner in der Saison 2009/10, in der sie bereits in der Vorrunde gegen den Fünftligisten 1. Wiener Neudorfer SVg ausschieden. In der Liga brachten es die in dieser Saison von Ivica Vastić trainierten Niederösterreicher allerdings auf den ersten Platz im Endklassement und hätten die Möglichkeit gehabt in der Relegation um den Aufstieg in die zweitklassige Erste Liga zu spielen. Da Waidhofen jedoch keinen Lizenzantrag stellte und die Amateure der Admira als Zweitplatzierte wegen der neuen Klassenreform nicht antraten durften, spielte schlussendlich der SC-ESV Parndorf 1919 als Drittplatzierter gegen den Meister der Regionalliga Mitte, den WAC/St. Andrä, der sich schlussendlich gegen Parndorf durchsetzte. Hinter dem Parndorfer Jailson, der es auf 19 Treffer gebracht hatte, rangierte Zemann in der Torschützenliste der Regionalliga Ost mit 18 Zählern, die er bei 22 Einsätzen erzielt hatte, auf dem zweiten Platz.
Als Knipser machte sich Zemann daraufhin auch in der Spielzeit 2010/11 bemerkbar, als er für mehr als ein Drittel der erzielten Tore seiner Mannschaft in dieser Saison verantwortlich war. Bei 30 möglich gewesenen Ligapartien brachte es der Rechtsfuß auf 26 Einsätze, in denen er 17 Tore beisteuerte. Hinter Serkan Çiftçi von den Rapid-Amateuren (21 Tore) und Christoph Knaller vom 1. SC Sollenau (22 Tore) belegte Zemann in der Torschützenliste den dritten Platz. Im ÖFB-Cup 2010/11 kam Zemann ebenfalls zum Einsatz, blieb allerdings torlos. In der teilweise sehr dicht gestaffelten Endtabelle der Regionalliga Ost hatte er mit seiner Mannschaft den elften Platz belegt und hätte zumindest sportlich den Klassenerhalt geschafft. Aufgrund finanzieller Schwierigkeiten wurde am Saisonende jedoch von der Vereinsführung der freiwillige Abstieg in die Niederösterreichische Landesliga bekanntgegeben, woraufhin die gesamte Herrenmannschaft den kurz vor der Auflösung stehenden Klub verließ. Noch im Sommer 2011 wurde mit dem SC Waidhofen ein neuer Verein gegründet, der zusammen mit dem finanziell angeschlagenen FC Waidhofen eine Spielgemeinschaft einging und fortan als SG Waidhofen/Ybbs am Spielbetrieb des niederösterreichischen Fußballverbandes teilnahm.

### Rückkehr zur Union St. Florian
Nach seinem Abgang von den Waidhofnern trat der 1,75 m große Mittelstürmer die Rückkehr zu seinem ehemaligen Ausbildungsverein, der Union St. Florian, an und ging bei dieser weiter auf Torjagd. Bereits in seiner ersten Saison kam er in 25 von 30 möglichen Spielen zum Einsatz und war mit 15 Treffern der torgefährlichste Spieler seiner Mannschaft. In dieser Zeit wurde Zemann zum Teil von diversen Profiklubs umworben, darunter waren die beiden Linzer Klubs Blau-Weiß Linz und LASK. Letzter war bereits in den Jahren zuvor an Zemann interessiert gewesen und hatte auch bereits ein Probetraining bei den Linzern absolviert. In der Endtabelle erreichte die Union 2011/12 mit dem achten Platz eine Platzierung im Tabellenmittelfeld. Im ÖFB-Cup 2011/12 zeigte sich Zemann mit den St. Florianern weitestgehend erfolgreich. Nach einem knappen Weiterkommen gegen den FC Wels in der Vorrunde trat St. Florian in der ersten Runde auf den Zweitligisten SCR Altach, den die Union nach zwei Zemann-Treffern mit 2:0 bezwang und danach in das Lokalderby der zweiten Runde gegen den FC Blau-Weiß Linz einzog. Das Spiel gegen die ebenfalls in der Zweitklassigkeit spielenden Linzer verlor St. Florian am Ende mit 0:2 und schied daraufhin aus dem Wettbewerb aus.
Ähnliche Ergebnisse erzielte die Mannschaft auch in der nachfolgenden Saison 2012/13, in der sie es auf den sechsten Platz in der Liga und die zweite Runde im österreichischen Fußballpokal 2012/13 brachte. Nachdem die St. Florianer in Runde 1 Blau-Weiß Linz mit 2:1 bezwungen hatte, scheiterten sie in der zweiten Runde nur knapp im Elfmeterschießen gegen den Bundesligisten SV Ried. Nach einer erfolgreichen Saisonvorbereitung hatte sich der damals 25-Jährige allerdings am 3. August 2012 beim ersten Saisonspiel, einem 0:0-Auswärtsremis gegen den SV Wallern so schwer verletzt, dass er umgehend ins Krankenhaus gefahren wurde, wo er einen Liegegips erhielt. Bei der Verletzung handelte es sich um einen Ermüdungsbruch des fünften Mittelfußknochens im rechten Fuß; bereits in der Vergangenheit hatte er sich bereits zweimal einen Bruch des Mittelfußknochens zugezogen. Die anfänglich sechs bis acht prognostizierten Wochen Verletzungspause wurden für Zemann – zumindest was Einsätze in der Regionalliga betrifft – mehrere Monate. In dieser Zeit sprang unter anderem Sebastian Wurmlinger für den Goalgetter ein. Noch kurz vor der Winterpause kam der Stürmer in einem Spiel der in der Bezirksliga Ost spielenden zweiten Mannschaft der Union zum Einsatz und musste bei der ersten Mannschaft bis zum Start ins Frühjahr im März 2013 auf einen Einsatz warten. Danach entwickelte er sich wieder zu alter Stärke und kam über die gesamte Saison in 15 Meisterschaftsspielen zum Einsatz, wobei ihm neun Treffer gelangen.

### Zeit beim SKU Amstetten
Im Sommer trat er einen Wechsel zum SKU Amstetten – zurück in die Regionalliga Ost – an. Etwas angeschlagen hatte er die Saisonvorbereitung teilweise mit der Mannschaft absolviert und war dabei auch als Torschütze in Erscheinung getreten. Sein Pflichtspieldebüt für die Amstettner gab er am 12. Juli 2013 bei einem 5:2-Sieg über den Landesligisten ATSV Ober-Grafendorf in der ersten Runde des ÖFB-Cups 2013/14 und musste danach verletzungsbedingt einen weiteren Monat lang auf sein Vereinsdebüt in der Liga warten. Anfangs noch als Ersatzspieler eingesetzt, konnte er nach drei Spielen bereits mit ebenso vielen Toren überzeugen und wurde ab Anfang September 2013 bereits als Stammkraft der Niederösterreicher eingesetzt. Im österreichischen Fußballpokal der Saison 2013/14 hatte sich der SKU Amstetten als der erfolgreichste Amateurklub bis ins Viertelfinale manövriert und auf dem Weg dorthin neben dem Landesligisten Ober-Grafendorf auch die Zweitligisten SCR Altach (2:1) und SV Mattersburg (2:0) hinter sich gelassen. Erst im Viertelfinale scheiterte Amstetten als einzig übrig gebliebener Klub aus dem Amateurbereich mit 0:2 gegen den Zweitligisten SV Horn. Zemann, der in drei der vier Pokalspiele seiner Mannschaft im Einsatz war, erzielte im Laufe des Wettbewerbs zwei Tore. Nachdem er den Herbstdurchgang nahezu unbeschadet überstanden hatte und mit sieben Treffern aus 13 Spielen wieder an seine alte Torgefährlichkeit anknüpfen hatte können, erlebte er ein sehr durchwachsenes Frühjahr 2014. Nach einer erfolgreichen Vorbereitung wurde er von Heinz Thonhofer anfangs noch als Stammkraft eingesetzt, musste jedoch schon bald aufgrund seiner wiederkehrenden Verletzung seinen Mannschaftskollegen den Vortritt lassen. Nachdem er rund eineinhalb Monate ohne Spielpraxis geblieben war, kam er über die zweite Mannschaft, die zu dieser Zeit in der achtklassigen 1. Klasse West spielte, wieder in erste Mannschaft, in der er bis zum Saisonende kein einziges Spiel mehr über die volle Dauer durchspielte. Darunter litt auch seine einstige Torgefährlichkeit und Offensivstärke, sodass er es bei seinen lediglich sieben Einsätzen im Frühjahr nur auf einen Treffer brachte. Am Ende brachte er es mit Amstetten auf den dritten Tabellenplatz und damit das beste Ergebnis in der bisherigen Vereinsgeschichte.
Nach einem knappen Aus im Erstrundenspiel des österreichischen Fußball-Cups 2014/15 gegen den Bundesligisten Rapid Wien fand Zemann rasch zu alter Stärke zurück und hatte es auf Treffer in vier seiner ersten fünf Ligaspiele in der Saison 2014/15 gebracht – darunter ein Hattrick bei einem 4:4-Auswärtsremis gegen den Wiener Sportklub. Bereits im darauffolgenden Spiel gegen die Amateure von Rapid musste Zemann in der 38. Spielminute verletzungsbedingt (Knöchel) durch Routinier Arno Kozelsky ersetzt werden und kam erst wieder rund eineinhalb Monate später zu Spielpraxis. In den letzten fünf Spielen bis zur Winterpause traf er noch zweimal im Doppelpack, nachdem er in den ersten beiden Partien noch als Ersatzmann zum Einsatz gekommen war. Danach war er auch in der Vorbereitung auf das Frühjahr der mit Abstand torgefährlichste Spieler der Amstettner musste aber bereits wieder im zweiten Spiel im Frühjahr frühzeitig aus dem Spiel genommen werden. Angeschlagen musste er daraufhin ein weiteres Monat pausieren, ehe er von Thonhofer wieder in der Regionalligamannschaft berücksichtigt wurde. Zum Saisonende hin konnte sich Zemann wieder in vier Spielen in Folge als Torschütze eintragen und brachte es am Ende auf 13 Tore in 19 Ligaspielen. Im Endklassement konnte er mit der Mannschaft den dritten Tabellenplatz verteidigen.

### Karriereende mit 30
In der Sommerpause verließen unter anderem die beiden Torjäger Kozelsky und Zemann den SKU Amstetten – während Kozelsky zu Treibach ging, wechselte Zemann zum ASK St. Valentin in die fünftklassige Landesliga Ost. Zurück im oberösterreichischen Amateurfußball fand Zemann wieder zu alter Stärke und hatte nach zahlreichen Toren in der Saisonvorbereitung und im oberösterreichischen Fußballcup in der Liga bereits nach drei Meisterschaftsspielen fünf Treffer für sich verbucht. Im fünften Meisterschaftsspiel, dem zweiten 0:0-Unentschieden in Folge, war es wieder eine Verletzung, die Zemann zurückwarf und ihn abermals eineinhalb Monate ausfielen ließ: Nach einem Laufduell prallte er mit dem Rücken gegen den Torpfosten und zog sich eine Brustkorbprellung zu. Im folgenden Herbstdurchgang absolvierte er nur mehr ein einziges Spiel, und das nicht über die volle Spieldauer. Im Frühjahr 2016 fungierte der 29-Jährige wieder als Stammspieler seiner Mannschaft und kam bis zum Saisonende in allen restlichen Spielen zum Einsatz. In nur vier der restlichen 13 Meisterschaftspartien blieb Zemann ohne Torerfolg, sonst traf er zumindest einmal ins gegnerische Tor und konnte am Ende eine Bilanz von 15 Toren in 19 Ligaspielen verzeichnen. Im Endklassement rangierte er mit dem Team mit 14 Punkten Rückstand auf den ASKÖ Oedt auf dem zweiten Tabellenplatz.
Verletzungsbedingt verpasste Zemann daraufhin den Saisonstart des niederösterreichischen Vereins, der am Spielbetrieb der oberösterreichischen Landesliga Ost teilnahm, und kam erst in der sechsten Runde der Saison 2016/17 zu seiner Rückkehr in die Mannschaft. Beim 4:0-Heimsieg über den UFC Rohrbach/Berg kam der Rechtsfuß in der 72. Spielminute für Christoph Guselbauer, den jüngsten der drei Guselbauer-Brüder (neben Michael und Daniel) an diesem Spieltag, auf das Spielfeld und erzielte nur acht Minuten später bei Strafstoß den Treffer zum 4:0-Endstand. Aufgrund der stetigen Schmerzen konnte Zemann im Herbstdurchgang nur diesen Kurzeinsatz in der Liga verbuchen und fand erst in der Vorbereitung auf das Frühjahr wieder zurück in die Mannschaft. Danach kam er noch in neun Meisterschaftsspielen zum Einsatz und erzielte dabei ebenso viele Tore – viermal davon traf er sogar im Doppelpack. Mit seinen Treffern hatte er maßgeblich Anteil am Meistertitel, den die St. Valentiner am Ende der Meisterschaft überlegen gewinnen konnten, obwohl er selbst kaum zu Einsätzen gekommen war und lediglich zwei Partien über die volle Spieldauer gebracht hatte. Den Aufstieg in die viertklassige OÖ Liga trat Zemann nicht mehr an, sondern zollte seiner andauernden Verletzungsanfälligkeit Tribut und beendete mit Saisonende auch seine Karriere als Aktiver. Noch in seinem letzten offiziellen Spiel hatte er den ASK St. Valentin mit zwei Treffern zu bei einem 3:0-Heimsieg über die Union Julbach geschossen; Torwart Markus Bogenreiter hatte in diesem Spiel den einzigen Pflichtspieltreffer in seiner Karriere erzielt. Nachd dem Abgang Zemanns war der Verein jahrelang auf der Suche nach einem treffsicheren Stürmer, hatte in dieser Zeit allerdings auch einige torgefährliche Spieler in seinen Reihen.

## Privates
Im Mai 2012 wurde Zemann Vater eines Sohnes.

## Erfolge
mit dem FC Waidhofen/Ybbs
- Meister der Regionalliga Ost: 2009/10

mit dem ASK St. Valentin
- Vizemeister der Landesliga Ost: 2015/16
- Meister der Landesliga Ost: 2016/17